# Hoby Zhang
Hoby Zhang, també conegut com  Zhang Huibin (xinès simplificat:  张惠斌). ( Shantou  - ) Fotògraf i director de cinema xinès.

## Biografia
Zhang Huibin va néixer a Shantou, província de Guangdong (Xina). Abans de la seva activitat com a cineasta va treballar de fotoperiodista i director de vídeo per al 南方都市报 (Southern Metropolis Daily) de Guangzhou (Canton).
Va iniciar la  seva activitat en el cinema amb la direcció de diversos curtmetratges. El primer, 走神 (Wandering) del 2014 va ser nominat al millor film i el premi al millor actor, en la 3a Exposició d'Art de Cinema Juvenil de Chongqing.
El seu primer llargmetratge 在少女花影下 (Within a Budding Grove) va obtenir molt ressò internacional amb presència en diversos festivals ; Va rebre el premi WIP Excellent Production Project al 12è Festival Internacional de Cinema de Pequín, va ser finalista a la millor pel·lícula en la Secció Oficial del 7è Premi de Cinema del Festival Internacional de Cinema de Malàisia, i Premi a la Millor Actriu, al 30è Festival Internacional de Cinema de Calcuta i el 23è Festival Internacional de Cinema de Dhaka. També va ser presentat a la Secció Oficial Panorama del Asian Film Festival Barcelona de 2024.
El film narra la història d'una noia cantonesa que recorre al xantatge de l’amant del seu pare com a mitjà per recaptar fons per al projecte cinematogràfic del seu xicot, provocant, sense voler, una batalla clandestina contra la seva pròpia mare. En aquesta història de la lluita d’una dona mil·lenària amb un complex d’Èdip actual, els secrets i les tensions es desvelen.